# Бибигон (мультфильм)
«Бибигон» — советский кукольный мультфильм 1981 года, снятый по мотивам сказки Корнея Чуковского «Приключения Бибигона» (1945), которую рассказывает сам автор. Использована музыка из «Детского альбома» Сергея Прокофьева.

## Сюжет
О маленьком мальчике Бибигоне, который был ростом с оловянного солдатика. Он жил на даче в Переделкине, где познакомился с двумя девочками — Татой и Леной. Они его очень любили: ведь он был храбрым и отважным, забавным и весёлым, ловким и добрым, никого не боялся и даже ворону, которая была для него просто гигантской, мог смело прогнать.

## Съёмочная группа
- Авторы сценария: Александр Тимофеевский, Борис Аблынин
- Кинорежиссёры: Борис Аблынин, Сергей Олифиренко
- Художник-постановщик: Евгения Боголюбова
- Композитор: Сергей Прокофьев
- Кинооператор: Владимир Сидоров
- Художник-мультипликатор: Сергей Олифиренко
- Звукооператор: Владимир Кутузов
- Редактор: Наталья Абрамова
- Роли озвучивали:
  - Маргарита Корабельникова — Бибигон
  - Александр Очеретянский — скворец
  - Татьяна Шатилова — утёнок Матюша
  - Нина Шмелькова
- Куклы и декорации изготовили:
  - Владимир Аббакумов
  - Виктор Гришин
  - Наталия Барковская
  - Наталия Гринберг
  - Павел Гусев
  - Светлана Знаменская
  - Александр Горбачёв
  - Михаил Колтунов
  - Валентин Ладыгин
  - Олег Масаинов
  - Нина Молева
  - Галина Филиппова
  - Валерий Петров
  - Марина Чеснокова
  - Александр Ширчков
  - Семён Этлис
- Директор съёмочной группы: Григорий Хмара

## Награды
- 1982 — 15-й Всесоюзный кинофестиваль (Таллин) — 2-я премия киностудии «Союзмультфильм» за программу мультфильмов: «Бибигон», «Ивашка из Дворца пионеров», «Тайна третьей планеты», «Тигрёнок на подсолнухе», «Халиф-аист».[1]

## Награды и призы
Мультфильм был отмечен призами на кинофестивалях:
- «Гран-при» XVIII МКФ научно-фантастических фильмов в Триесте (Италия), 1982 г.
- Приз VIII МКФ короткометражных и документальных фильмов в Лилле (Франция), 1982 г.